# ۴۰۱(کی)

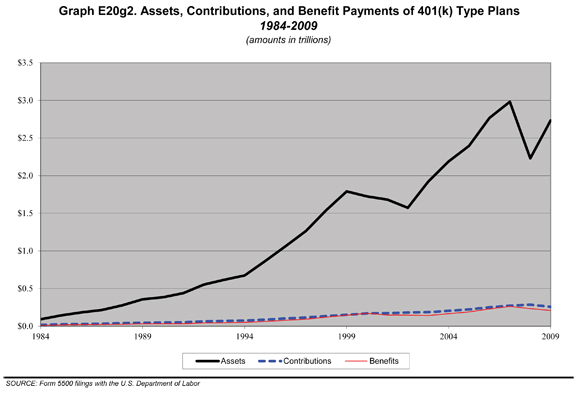
نمودار برنامه ۴۰۱(کی)

در ایالات متحده آمریکا، ۴۰۱(کی) (انگلیسی: 401(k)) یک برنامۀ مزایای بازنشستگی است که در زیربخش ۴۰۱(کی) کد درآمد داخلی تعریف شده است. بر اساس این برنامه پول پس انداز شده برای بازنشستگی از سوی کارفرما پرداخت شده و از پرداختی به کارمند پیش از اخذ مالیات کم می‌شود و به حداکثر سالانه ای پیش از مالیات محدود می‌شود که این رقم در سال 2017، 18000 دلار است.